# 크리스 펜
크리스 펜(Chris Penn, 1965년 10월 10일 ~ 2006년 1월 24일)은 미국의 배우이다. 2006년 1월 24일 샌타모니카 아파트에서 사망한 채로 발견되었다. 사인은 심근병증으로 밝혀졌다.

## 출연 작품

### 영화
- 뜨거운 가슴으로 내일을 (1983)
- 럼블 피쉬 (1983)
- 자유의 댄스 (1984)
- 와일드 라이프 (1984)
- 페일 라이더 (1985)
- 폐쇄 구역 (1986)
- 콰이강의 다리 2 (1989)
- 베스트 오브 더 베스트 (1989)
- 자유시대 (1991)
- 저수지의 개들 (1992)
- 베스트 오브 더 베스트 2 (1993)
- 숏 컷 (1993)
- 트루 로맨스 (1993)
- 베토벤 2 (1993)
- 북두의 권 (1995)
- 투 웡 푸 (1995)
- 퓨너럴 (1996)
- 러시아워 (1998)
- 코르키 로마노 (2001)
- 머더 바이 넘버 (2002)
- 스타스키와 허치 (2004)
- 애프터 썬셋 (2004)

### 텔레비전
- 매그넘 P.I. (1982)
- 시카고 메디컬 (1995)
- CSI: 마이애미 (2003)
- 사랑의 마을 에버우드 (2005)
- 안투라지 (2005)

### 비디오 게임
- 그랜드 테프트 오토: 산 안드레아스 (2004)
- 그랜드 테프트 오토: 트릴로지 - 데피니티브 에디션 (2021)